# オーリー・スレイトホルム
オーリー・スレイトホルム（Ollie Sleightholme、2000年4月13日 - ）は、イングランド、ノーサンプトン出身のラグビーユニオン選手。ノーサンプトン・セインツ所属で、イングランド代表キャップを持つ。

## 経歴
父親のジョン・スレイトホルム（Jon Sleightholme）もイングランド代表選手だった。
2018年、ノーサンプトン・セインツとシニアアカデミー契約を結ぶ。同年10月27日にプレミアシップ・ラグビーカップ（Premiership Rugby Cup）のブリストル・ベアーズ戦でプロデビューを果たした。
2019年、U20シックス・ネイションズ・チャンピオンシップにイングランド代表として開幕戦から出場。同年、ワールドラグビーU20チャンピオンシップにも出場。
2020年U20シックス・ネイションズ・チャンピオンシップのイングランド代表メンバーに選出された。
2024年6月6日、シニアのイングランド代表としてニュージーランド戦でリザーブ出場し、初キャップを得た。